# 통일연구원
통일연구원(統一硏究院, Korea Institute for National Unification, KINU)은 1991년 4월 9일 개원한 국무총리(국무조정실) 산하 경제인문사회연구회로 소관 국책연구기관이다.
「민족통일연구원법」(법률 제4241호)에 근거하여 1991년에 통일부 산하 국책연구기관으로서 민족통일연구원이라는 명칭으로 설립된 이후, 1999년 1월 29일 「정부출연 연구기관 등의 설립·운영 및 육성 등에 관한 법률」(법률 제5733호)이 제정·공포됨에 따라 국무총리(국무조정실) 산하 경제인문사회연구회로 소관을 변경하고 통일연구원으로 명칭을 변경하였다. 조직으로는 현재 통일정책연구실, 북한연구실, 국제전략연구실, 북한인권연구센터로 구성된 연구부서와 기획조정실, 연구관리본부, 경영지원실을 두고 있다. 이와 별도로 38개 관련 국책·민간 연구기관 및 단체가 참여하는 통일정책연구협의회를 운영하고 있다. 개원 당시 중구 장충동에 청사를 두었으나, 1997년 강북구 수유동으로 청사를 이전하였고, 2015년 4월 서울특별시 서초구 반포대로 217로 이전하여 현재에 이른다.

## 설립 목적
1980년대 후반 이후 구소련의 해체와 동구권의 붕괴 등 국제정세의 급변에 따라 통일환경도 변화하면서, 정부는 사회주의권과의 교류확대와 남북한 통일외교를 적극적으로 추진하게 되었다. 또한 국민의 바람직한 민족통일관 정착을 위한 프로그램 마련과 통일 논의의 확산 및 체계적·전문적 종합연구기관의 필요성이 증대되었다. 이러한 시대적 사명에 부응하여 정부는 통일연구원을 설립하게 되었다. 연구원의 설립목적은 통일 실현을 위한 국민적 역량을 축적하고 통일환경 변화에 적극적·주도적으로 대응할 수 있도록 통일문제에 관한 제반사항을 전문적·체계적으로 연구·분석하여 국가의 통일정책 수립·지원에 이바지하는 것이다.

## 연혁
- 1990년 8월 1일: 「민족통일연구원법」 제정 공포 (법률제4241호)
- 1991년 4월 9일: '민족통일연구원' 설립 (서울 중구 장충동 소재)
- 1997년 : 서울시 강북구 수유동으로 청사 이전
- 1999년 1월 19일: 「정부출연 연구기관 등의 설립·운영 및 육성 등에 관한 법률」(법률 제5733호)이 제정·공포
- 1999년 1월 29일: 국무총리(국무조정실) 산하 경제인문사회연구회로 소관을 변경, 통일연구원으로 개칭
- 2015년 4월: 서울시 서초구 반포동으로 청사 이전

## 조직
- 통일정책연구협의회

### 통일연구원장
- 감사
  - 감사실

#### 부원장
- 기획조정실
- 통일정책연구실
- 북한연구실
- 평화연구실
- 인도협력연구실
- 경영지원실

## 역대 원장
1991년 개원 이래 역대 원장 목록이다.
- 제1·2대 이병용 1991년 1월 3일 ~ 1996년 12월 18일
- 제3·4대 정세현 1996년 12월 18일 ~ 1998년 3월 9일
- 제5대 양영식 1998년 4월 16일 ~ 1999년 5월 25일
- 제6대 곽태환 1999년 7월 6일 ~ 2000년 12월 16일
- 제7대 서병철 2001년 1월 18일 ~ 2004년 1월 17일
- 제8대 박영규 2004년 1월 18일 ~ 2007년 1월 17일
- 제9대 이봉조 2007년 1월 18일 ~ 2008년 6월 5일
- 제10대 서재진 2008년 8월 8일 ~ 2011년 8월 7일
- 제11대 김태우 2011년 8월 8일 ~ 2012년 10월 22일
- 제12대 김동성 2012년 12월 14일 ~ 2013년 2월 6일
- 제13대 전성훈 2013년 8월 12일 ~ 2014년 3월 6일
- 제14대 최진욱 2014년 3월 28일 ~ 2017년 3월 27일
- 제15대 손기웅 2017년 3월 28일 ~ 2018년 1월 10일
- 제16대 김연철 2018년 4월 12일 ~ 2019년 3월 8일
- 제17대 임강택 2019년 6월 14일 ~ 2020년 1월 17일[2]
- 제18대 고유환 2020년 4월 30일 ~ 2023년 7월 19일
- 제19대 김천식 2023년 7월 20일 ~